# Josef Augusta (paleontolog)
Josef Augusta, češki paleontolog, geolog in pedagog, * 17. marec 1903, Boskovice, † 4. februar 1968, Praga.
Po študiju na Univerzi v Brnu je leta 1933 postal predavatelj na Karlovi univerzi v Pragi.